# سوسان (شهر)
شهر سوسان (به کره‌ای: 서산) (به انگلیسی: Seosan) در ایالت چونگچئونگنام-دو در کشور کره‌جنوبی واقع شده‌است.